# Брајлион (Висконсин)
Брајлион (енгл. Brillion) град је у америчкој савезној држави Висконсин.

## Демографија
По попису из 2010. године број становника је 3.148, што је 211 (7,2%) становника више него 2000. године.
| Група             | 2000.         | 2010.         |
| Белци             | 2.888 (98,3%) | 2.999 (95,3%) |
| Афроамериканци    | 0 (0,0%)      | 5 (0,2%)      |
| Азијати           | 5 (0,2%)      | 6 (0,2%)      |
| Хиспаноамериканци | 15 (0,5%)     | 89 (2,8%)     |
| Укупно            | 2.937         | 3.148         |